# 南川根村
南川根村（みなみかわねむら）は茨城県西茨城郡にかつて存在した村である。

## 地理
- 旧岩間町の東部、現在の笠間市の南東部に位置する。
- 村は涸沼川の南岸に位置する。

## 歴史
村名は古くからこの辺一帯が川根呼ばれており、涸沼川の南岸に位置するため南川根村となった。

### 村域の変遷
- 1889年（明治22年）4月1日 - 町村制施行により、押辺村・安居村・土師村が合併し西茨城郡南川根村が発足。
- 1954年（昭和29年）11月23日 - 岩間町と合併し、改めて岩間町が発足。同日南川根村廃止。

変遷表
| 1868年 以前 | 1868年 以前 | 明治11年 | 明治22年 4月1日 | 昭和29年 11月23日 | 平成18年 3月19日 | 現在   |
| ----------- | ----------- | -------- | --------------- | ----------------- | ---------------- | ------ |
|             | 押辺村      | 押辺村   | 南川根村        | 岩間町            | 笠間市           | 笠間市 |
|             | 上安居村    | 安居村   | 南川根村        | 岩間町            | 笠間市           | 笠間市 |
|             | 下安居村    | 安居村   | 南川根村        | 岩間町            | 笠間市           | 笠間市 |
|             | 土師村      |          | 南川根村        | 岩間町            | 笠間市           | 笠間市 |

## 行政
- 初代村長：塩畑藤次郎

## 大字
- 押辺（おしのべ）
- 安居（あご）
- 土師（はじ）

## 人口・世帯

### 人口
総数 [単位： 人]
| 1891年（明治24年） | 2,014 |
| 1920年（大正 9年） | 2,761 |
| 1935年（昭和10年） | 3,185 |
| 1950年（昭和25年） | 4,379 |

### 世帯
総数 [単位： 世帯]
| 1920年（大正 9年） | 609 |
| 1935年（昭和10年） | 587 |
| 1950年（昭和25年） | 800 |